# Lepidisis simplex
Lepidisis simplex är en korallart som först beskrevs av Addison Emery Verrill 1883.  Lepidisis simplex ingår i släktet Lepidisis och familjen Isididae. Inga underarter finns listade i Catalogue of Life.